# Чорноголовський міський округ
Чорноголо́вський міський округ (рос. Черноголовский городской округ) — муніципальне утворення в Московській області Росії.
Адміністративний центр — місто Чорноголовка.

## Населення
Населення округу становить 22945 осіб (2019); 22450 у 2010, 20788 у 2002).

## Історія
21 січня 1975 року утворено смт Чорноголовка, ліквідовано Чорноголовську сільраду, а населені пункти увійшли до складу новоствореної Чорноголовської селищної ради.
31 серпня 2001 року смт Чорноголовка перетворено в місто.
1 травня 2008 року місто Чорноголовка отримало статус обласного та виведено зі складу Ногінського району, утворивши Чорноголовський міський округ.

## Склад
| Населений пункт       | Населення, осіб (2002) | Населення, осіб (2010) |
| --------------------- | ---------------------- | ---------------------- |
| Афанасово-3, присілок | 53                     | 72                     |
| Бесіди, присілок      | 21                     | 22                     |
| Ботово, присілок      | 161                    | 181                    |
| Горячевка, хутір      | 4                      | 7                      |
| Івановське, село      | 62                     | 77                     |
| Макарово, село        | 102                    | 1013                   |
| Старки, присілок      | 2                      | 5                      |
| Стояново, присілок    | 19                     | 32                     |
| Чорноголовка, місто   | 20284                  | 20983                  |
| Якимово, присілок     | 80                     | 58                     |